# Jeunes verts (Suisse)
Les Jeunes Verts Suisse, officiellement les Jeunes Vert·e·x·s Suisse depuis août 2020,, sont le parti de jeunes affilié au parti des Verts Suisse.
Ils sont représentés par des sections locales et cantonales dans tous les cantons. Lors des élections du Conseil national en 2019, ils ont été le parti de jeunes ayant récolté le plus de voix dans tout le pays,.

## Positions
Le parti s’engage en faveur de l’égalité des sexes et contre toute discrimination fondée sur l’origine, l’apparence, l’identité de genre, l’orientation sexuelle ou tout autre caractéristique. Il lutte pour l’abolition de l’armée, préférant appeler à une promotion active de la paix, notamment par la promotion du commerce équitable. Il préconise un État fort et solidaire, prélevant des impôts jugés plus justes pour les riches et les grandes entreprises, l’élargissement de l’État-providence est également une de ses préoccupations importantes. Cela comprend des régimes d’assurances sociales complets et un salaire minimum garantissant une vie digne pour tous les employés. En 2016, le parti soutient l’initiative pour un revenu de base inconditionnel et continuent à porter cette idée en 2020.
En octobre 2012, les Jeunes Verts ont participé avec d’autres organisations de gauche et chrétiennes au lancement d'un référendum contre le durcissement des lois sur l’asile.
En juin 2018, le jeune parti a présidé le comité référendaire de gauche contre la loi sur les jeux d’argents « Pour la prévention des dépendances et contre le blocage des réseaux » ; la loi sur les jeux d'argent a été finalement été acceptée. En décembre 2018, le parti soutient le référendum contre la réforme fiscale et le financement de l’AVS (RFFA), référendum rejeté en votation populaire.

## Initiatives
Les Jeunes Verts ont été le premier parti de jeunes en Suisse à lancer[réf. nécessaire] une initiative populaire fédérale : l'initiative anti 4x4, cette initiative avait pour but de fixer une valeur limite d’émission absolue (250 g de CO2/km) pour toutes les nouvelles immatriculations de voitures particulières. L’initiative a été retirée au printemps 2011 au profit d’un contre-projet.
Les Jeunes Verts ont lancé l'initiative « Stop-Mitage - Pour un développement durable des établissements urbains ». 
Le 21 février 2023, les Jeunes Verts déposent une nouvelle initiative populaire « Pour une économie responsable respectant les limites planétaires (initiative pour la responsabilité environnementale) », soutenue par les Verts, le PS, la Jeunesse socialiste, qui demande que l'activité économique suisse respecte les limites planétaires rapportées à la population du pays.

## Organisation
Lors de leur assemblée générale du 18 janvier 2020, les Jeunes Verts ont élu Julia Küng et Oleg Gafner aux postes de co-présidents. Oleg Gafner démissionne de ce poste à l'été 2022. Il est remplacé par Margot Chauderna.
La présidence et les membres du secrétariat forment le bureau exécutif , qui représente le parti en interne et externe.